# Leotychidas I van Sparta
Leotychidas I (Oudgrieks: Λεωτυχίδας), zoon van Anaxilaus, uit het huis van de Eurypontiden, was koning van Sparta van 625 tot 600 v.Chr. Tijdens zijn bewind speelde de Tweede Messenische oorlog (640-621 v.Chr.). Buiten het feit dat hij verantwoordelijk was voor de onderwerping van Messenië is er weinig over deze man bekend.

## Antieke bron
- Herodotus, VIII 131.